# Llista de biblioteques de l'àmbit de Ponent
Llista de biblioteques de l'àmbit territorial de l'Ponent incloses en el Directori de Biblioteques de Catalunya.
| Nom                                                                                            | Municipi              | Adreça                                | Titularitat           | Codi? | Imatge                                                   |
| ---------------------------------------------------------------------------------------------- | --------------------- | ------------------------------------- | --------------------- | ----- | -------------------------------------------------------- |
| Biblioteca Amèlia Claverol                                                                     | Àger                  | C. Sant Martí, 9B coord.              | Ajuntament            | P0304 | Carregueu una nova foto                                  |
| Biblioteca Municipal Guillem Viladot                                                           | Agramunt              | Pl. del Mercadal, 7 coord.            | Ajuntament            | P0112 | Carregueu una nova foto                                  |
| Biblioteca Municipal Domingo Espax                                                             | Aitona                | C. Major, 6 coord.                    | Ajuntament            | P0425 | Carregueu una nova foto                                  |
| Biblioteca Municipal de l'Albagés                                                              | Albagés, l'           | C. Santiago Rusiñol, 9 coord.         | Ajuntament            | P0353 | Carregueu una nova foto                                  |
| Biblioteca Pública d'Albesa                                                                    | Albesa                | C. Sitjar, 19 coord.                  | Ajuntament            | P0322 | Carregueu una nova foto                                  |
| Biblioteca Municipal de l'Albi                                                                 | Albi, l'              | Av. Garrigues coord.                  | Ajuntament            | P0355 | Carregueu una nova foto                                  |
| Biblioteca Joaquim Montoy                                                                      | Alcarràs              | C. Doctor Castells, 6 coord.          | Ajuntament            | P0133 | Carregueu una nova foto                                  |
| Biblioteca Pública d'Alcoletge                                                                 | Alcoletge             | C. Sitjar, 2 coord.                   | Ajuntament            | P0423 | Carregueu una nova foto                                  |
| Biblioteca Josep Lladonosa i Pujol                                                             | Alguaire              | Pl. Peretó, 1 coord.                  | Ajuntament            | P0251 | Carregueu una nova foto                                  |
| Biblioteca Ramon Berenguer IV                                                                  | Almenar               | C. Espadós, 2 coord.                  | Ajuntament            | P0147 | Carregueu una nova foto                                  |
| Biblioteca Sant Bartomeu                                                                       | Alpicat               | Pl. dels Països Catalans, 1 coord.    | Ajuntament            | P0124 | Carregueu una nova foto                                  |
| Biblioteca L'Atlàntida                                                                         | Arbeca                | Pl. de la Generalitat, 3 coord.       | Ajuntament            | P0074 | Carregueu una nova foto                                  |
| Biblioteca Joan Maluquer i Viladot                                                             | Artesa de Segre       | C. València, 1 coord.                 | Ajuntament            | P0144 | Carregueu una nova foto                                  |
| Biblioteca Margarida de Montferrat                                                             | Balaguer              | C. del Miracle, 23 coord.             | Ajuntament            | P0113 | Carregueu una nova foto                                  |
| Biblioteca Tirant lo Blanc                                                                     | Belianes              | Pl. de l'Ajuntament coord.            | Ajuntament            | P0088 | Carregueu una nova foto                                  |
| Biblioteca Joan Solà                                                                           | Bell-lloc d'Urgell    | Via Fèrria, 5 coord.                  | Ajuntament            | P0044 | Carregueu una nova foto                                  |
| Biblioteca Municipal Isidor Cònsul                                                             | Bellpuig              | C. Violant d'Hongria, 15 coord.       | Ajuntament            | P0344 | Carregueu una nova foto                                  |
| Biblioteca Berenguer de Bellvís                                                                | Bellvís               | Pl. Catalunya coord.                  | Ajuntament            | P0045 | Carregueu una nova foto                                  |
| Biblioteca Marquès d'Olivart                                                                   | Borges Blanques, les  | Pg. del Terrall coord.                | Ajuntament            | P0121 | Carregueu una nova foto                                  |
| Biblioteca Josep Bellet i Falcó                                                                | Castelldans           | C. Bonaire coord.                     | Ajuntament            | P0027 | Carregueu una nova foto                                  |
| Biblioteca Valeri Serra i Boldú                                                                | Castellserà           | C. Major coord.                       | Ajuntament            | P0202 | Carregueu una nova foto                                  |
| Arxiu Comarcal de la Segarra. Biblioteca Auxiliar                                              | Cervera               | Pg. Jaume Balmes coord.               | Generalitat           | E0067 | Carregueu una nova foto                                  |
| Biblioteca Comarcal Josep Finestres i Monsalvo                                                 | Cervera               | Pg. Balmes coord.                     | Ajuntament            | P0022 | Carregueu una nova foto                                  |
| Biblioteca Emili Pujol                                                                         | Granadella, la        | C. Vall d'En Roher, 9 coord.          | Ajuntament            | P0253 | Carregueu una nova foto                                  |
| Biblioteca Pública de la Granja d'Escarp                                                       | Granja d'Escarp, la   | Pl. Nova, 2 coord.                    | Ajuntament            | P0195 | Carregueu una nova foto                                  |
| Biblioteca de Guissona                                                                         | Guissona              | Av. Onze de Setembre, 1 coord.        | Ajuntament            | P0339 | Carregueu una nova foto                                  |
| Biblioteca Joan Duch                                                                           | Juneda                | C. de la Font, 30 coord.              | Ajuntament            | P0072 | Carregueu una nova foto                                  |
| Biblioteca Salvador Espriu                                                                     | Linyola               | Pl. Pau Casals coord.                 | Ajuntament            | P0247 | Carregueu una nova foto                                  |
| Biblioteca de l'Audiència Provincial i Jutjats de Lleida                                       | Lleida                | C. Canyeret, 3-5 coord.               | Generalitat           | E0013 | Carregueu una nova foto                                  |
| Institut Nacional d'Educació Física de Catalunya (Lleida). Biblioteca                          | Lleida                | Pda. de la Caparrella coord.          | Generalitat           | E0022 | Carregueu una nova foto                                  |
| Arxiu Històric de Lleida. Biblioteca Auxiliar                                                  | Lleida                | C. Governador Montcada coord.         | Adm. Gral. de l'Estat | E0065 | Carregueu una nova foto                                  |
| Centre de Mecanització Agrària. Biblioteca                                                     | Lleida                | C. Rovira Roure, 191 coord.           | Generalitat           | E0103 | Carregueu una nova foto                                  |
| Biblioteca Cambra de Comerç de Lleida                                                          | Lleida                | C. Anselm Clavé, 2 coord.             | Privada               | E0116 | Carregueu una nova foto                                  |
| Delegació Provincial de l'INE a Lleida. Biblioteca                                             | Lleida                | C. Bonaire, 47 - 49 coord.            | Adm. Gral. de l'Estat | E0127 | Carregueu una nova foto                                  |
| Biblioteca del Seminari Diocesà de Lleida                                                      | Lleida                | C. Canonge Brugulat, 22 coord.        | Privada               | E0131 | Carregueu una nova foto                                  |
| Biblioteca Òmnium Cultural                                                                     | Lleida                | C. Canonge Brugulat, 6 coord.         | Privada               | E0132 | Carregueu una nova foto                                  |
| Biblioteca del Col·legi d'Arquitectes de Catalunya. Demarcació de Lleida                       | Lleida                | C. Canyeret, 2 coord.                 | Privada               | E0134 | Carregueu una nova foto                                  |
| Institut d'Estudis Ilerdencs. Biblioteca-Hemeroteca                                            | Lleida                | Pl. de la Catedral coord.             | Diputació             | E0159 | Carregueu una nova foto                                  |
| Biblioteca del Col·legi d'Aparelladors, Arquitectes Tècnics i Enginyers d'Edificació de Lleida | Lleida                | C. Enric Granados, 5 coord.           | Privada               | E0197 | Carregueu una nova foto                                  |
| Biblioteca Clínica Psiquiàtrica Bellavista                                                     | Lleida                | Av. Rovira Roure, 116 coord.          | Privada               | E0256 | Carregueu una nova foto                                  |
| Biblioteca Col·legi Oficial d'Advocats de Lleida                                               | Lleida                | Pl. Sant Joan, 6-8, 1er coord.        | Privada               | E0263 | Carregueu una nova foto                                  |
| Biblioteca de l'Hospital Universitari Arnau de Vilanova                                        | Lleida                | Av. Rovira Roure, 80 5a planta coord. | Generalitat           | E0295 | Carregueu una nova foto                                  |
| Biblioteca Pública de Lleida                                                                   | Lleida                | Rbla. d'Aragó, 10 coord.              | Adm. Gral. de l'Estat | P0270 | Biblioteca Pública de Lleida · Carregueu una nova foto   |
| Biblioteca Pardinyes                                                                           | Lleida                | C. Sant Pere Claver, 1, 2n coord.     | Ajuntament            | P0306 | Carregueu una nova foto                                  |
| Bibliobús Garrigues-Segrià                                                                     | Lleida                | C. Serra de Prades, 4-6 coord.        | Generalitat           | P0320 | Carregueu una nova foto                                  |
| Bibliobús Pere Quart                                                                           | Lleida                | C. Serra de Prades, 4-6 coord.        | Generalitat           | P0321 | Carregueu una nova foto                                  |
| Biblioteca del Centre Penitenciari Ponent                                                      | Lleida                | C. Victòria Kent coord.               | Generalitat           | P0378 | Carregueu una nova foto                                  |
| Universitat de Lleida. Biblioteca de Cappont                                                   | Lleida                | C. Jaume II, 67 coord.                | Universitat           | U0039 | Carregueu una nova foto                                  |
| Universitat de Lleida. Biblioteca de Ciències de la Salut                                      | Lleida                | C. Montserrat Roig, 2 coord.          | Universitat           | U0040 | Carregueu una nova foto                                  |
| Universitat de Lleida. Biblioteca de l'ETSEA                                                   | Lleida                | Av. Alcalde Rovira Roure, 191 coord.  | Universitat           | U0041 | Carregueu una nova foto                                  |
| Universitat de Lleida. Biblioteca de Lletres                                                   | Lleida                | Pl. de Víctor Siurana, 11 coord.      | Universitat           | U0042 | Carregueu una nova foto                                  |
| Universitat de Lleida. Centre de Documentació Europea                                          | Lleida                | Av. Alcalde Rovira Roure, 191 coord.  | Universitat           | U0087 | Carregueu una nova foto                                  |
| Biblioteca Comarcal Jaume Vila                                                                 | Mollerussa            | C. Ferran Puig, 15 coord.             | Ajuntament            | P0152 | Biblioteca Comarcal Jaume Vila · Carregueu una nova foto |
| Biblioteca Josep Pont i Gol                                                                    | Palau d'Anglesola, el | C. Sant Josep, 1 coord.               | Ajuntament            | P0301 | Carregueu una nova foto                                  |
| Biblioteca Pere Salses i Trilles                                                               | Ponts                 | Pl. del Planell, 15 coord.            | Ajuntament            | P0406 | Carregueu una nova foto                                  |
| Biblioteca Renaixença                                                                          | Puigverd de Lleida    | Pl. Major, 7 coord.                   | Ajuntament            | P0199 | Carregueu una nova foto                                  |
| Arxiu Comarcal de l'Urgell. Biblioteca Auxiliar                                                | Tàrrega               | C. Sitges, 4-6 coord.                 | Generalitat           | E0106 | Carregueu una nova foto                                  |
| Biblioteca Central Comarcal de Tàrrega                                                         | Tàrrega               | Pl. Sant Antoni, 3 coord.             | Ajuntament            | P0289 | Carregueu una nova foto                                  |
| Biblioteca Maria-Mercè Marçal                                                                  | Torregrossa           | C. Jacint Verdaguer coord.            | Ajuntament            | P0170 | Carregueu una nova foto                                  |
| Biblioteca Guillem de Cervera                                                                  | Torres de Segre       | Pl. Catalunya coord.                  | Ajuntament            | P0046 | Carregueu una nova foto                                  |
| Biblioteca Màrius Torres                                                                       | Vinaixa               | Ctra. de Tarragona, 3 coord.          | Ajuntament            | P0101 | Carregueu una nova foto                                  |